# 夢遊仙境 (瑪麗亞·凱莉專輯)
《夢遊仙境》（英語：Daydream）是美國女歌手瑪麗亞·凱莉的第5張個人錄音室專輯，1995年9月27日由美國哥倫比亞唱片公司全球發行。《夢遊仙境》同獲英美兩地專輯榜冠軍，全美銷售量逾1,100萬張，成為瑪麗亞·凱莉第二張鑽石唱片。《夢遊仙境》誕生3首全美冠軍單曲〈夢幻〉、〈甜蜜一日〉和〈永遠的寶貝〉，並獲得1996年葛萊美獎六項提名。瑪麗亞·凱莉憑藉著《夢遊仙境》締造了多項樂壇新紀錄，專輯在全球熱賣2,500萬張，更穩穩奠定她樂壇天后的地位。

## 內容

### 專輯簡介
《夢遊仙境》共收錄12首歌曲，除了〈敞開雙臂〉是重新翻唱旅行者合唱團的經典抒情搖滾名曲，其它11首皆是原創作品。瑪麗亞·凱莉邀來Walter afanasieff、Dave Hall、娃娃臉以及大人小孩雙拍檔等音樂製作人、詞曲作家及歌者團體與她共同製作、填詞譜曲或合唱。《夢遊仙境》除了保持先前專輯有的流行、節奏藍調和靈魂樂曲風之外，這次更加進時下市場正當紅的嘻哈音樂。
瑪麗亞·凱莉在製作《夢遊仙境》時和唱片公司發生意見分歧，但與其說是與公司不和，事實上是她與總裁丈夫湯米·摩托拉（Tommy Mottola）的關係開始生變。湯米·摩托拉自從簽下瑪麗亞·凱莉到1993年和她結婚後，一直都參與著她的事業，他希望瑪麗亞·凱莉能繼續維持《音樂盒》專輯的流行情歌套路，但瑪麗亞·凱莉不想受限於此，她想嘗試製作其他不同類型的音樂。除了工作上的摩擦，兩人在婚姻生活中也產生了問題，湯米·摩托拉對瑪麗亞·凱莉有嚴重的控制慾，時時刻刻都在監視她的一舉一動，讓她感到窒息的喘不過氣來。

### 商業成績

#### 專輯
《夢遊仙境》在1995年10月21日空降告示牌專輯榜冠軍，逼退艾拉妮絲·莫莉塞特的《小碎藥丸》蟬連3週冠軍之後離開榜首，12月30日又重回冠軍寶座3週，《夢遊仙境》共摘下6週冠軍，在榜內共待81週。《夢遊仙境》連續兩年進入告示牌年終專輯榜，1995年為第51名，1996年則為第2名，僅次於艾拉妮絲·莫莉塞特的《小碎藥丸》。《夢遊仙境》在美國狂銷1,100萬張，成為瑪麗亞·凱莉第二張鑽石唱片。
《夢遊仙境》除獲得專輯榜冠軍，也獲得節奏藍調專輯榜冠軍，在英國專輯榜亦獲得1週冠軍，成為瑪麗亞·凱莉繼《音樂盒》之後第2張英國冠軍專輯，截至2018年為止，她也僅擁有這兩張全英冠軍專輯。

#### 單曲
《夢遊仙境》締造了3首冠軍單曲，〈夢幻〉獲得8週冠軍，瑪麗亞·凱莉和大人小孩雙拍檔合作的〈甜蜜一日〉獲得16週冠軍，〈永遠的寶貝〉則獲得2週冠軍。其中〈夢幻〉和〈甜蜜一日〉兩首單曲是空降冠軍，瑪麗亞·凱莉成為首位雙空降告示牌單曲榜和專輯榜冠軍寶座的女藝人。
單曲〈夢幻〉和〈甜蜜一日〉銷售雙雙突破200萬張，均成為雙白金單曲，〈永遠的寶貝〉銷售也逾百萬張，成為白金單曲。

### 獎項評價紀錄
瑪麗亞·凱莉的上一張專輯《音樂盒》雖然大賣，但被部份樂評評為陳腔濫調或是唱腔太過制式化，評價普遍不高。《夢遊仙境》和瑪麗亞·凱莉前幾張專輯相比，無論是在歌曲、製作乃至於歌者本身的唱功條件上，都已經是相當完美成熟的商業性作品，向來嚴苛的滾石雜誌也給了這張專輯三顆星的評價。
瑪麗亞·凱莉因《夢遊仙境》獲得第38屆葛萊美獎包含「最佳年度專輯」在內的六項提名，但最終全軍覆沒，鎩羽而歸。在1996年的全美音樂獎，瑪麗亞·凱莉終獲「Favorite Pop/Rock Female Artist」和「Favorite Soul/R&B Female Artist」兩項大獎。同一年的告示牌音樂獎，瑪麗亞·凱莉也風光的奪下「Hot 100 Singles Artist of the Year」、「Hot 100 Airplay (Always Be My Baby)」、「Hot Adult Contemporary Artist of the Year」以及「Special Award for 16 weeks at #1 for One Sweet Day」等多項大獎。

## 樂壇影響
瑪麗亞·凱莉因《夢遊仙境》將全美冠軍單曲累積至11首，1990年出道的她僅用6年的時間追平了瑪丹娜和惠妮·休斯頓的紀錄，專輯更有兩首空降冠軍單曲，這也是在1996年所有藝人中的最佳紀錄。雖然《夢遊仙境》未能獲得當年葛萊美獎的青睞，但它挾帶著排行榜上耀眼的成績，以及全球長紅的銷售數字，不僅延續了前作《音樂盒》所帶來的成功，更讓年僅26歲的瑪麗亞·凱莉真正穩固了樂壇天后的地位。
為進一步宣傳專輯，瑪麗亞·凱莉展開生涯第二次巡迴演唱會《Daydream World Tour》，這也是她首次世界巡迴演唱會，1996年3月7日在日本東京巨蛋開始。

## 曲目
| 曲序 | 曲目                                        | 词曲                                                                               | Producer(s)              | 时长 |
| ---- | ------------------------------------------- | ---------------------------------------------------------------------------------- | ------------------------ | ---- |
| 1.   | Fantasy                                     | Mariah Carey, Chris Frantz, Tina Weymouth, Dave Hall, Adrian Belew, Steven Stanley | Carey, Hall              | 4:04 |
| 2.   | Underneath the Stars                        | Carey                                                                              | Carey, Walter Afanasieff | 3:33 |
| 3.   | One Sweet Day（with Boyz II Men）           | Carey, Afanasieff, Michael McCary, Nathan Morris, Wanya Morris, Shawn Stockman     | Carey, Afanasieff        | 4:42 |
| 4.   | Open Arms                                   | Steve Perry, Jonathan Cain                                                         | Carey, Afanasieff        | 3:30 |
| 5.   | Always Be My Baby                           | Carey, Jermaine Dupri, Manuel Seal, Jr.                                            | Carey, Dupri, Seal       | 4:18 |
| 6.   | I Am Free                                   | Carey, Afanasieff                                                                  | Carey, Afanasieff        | 3:09 |
| 7.   | When I Saw You                              | Carey, Afanasieff                                                                  | Carey, Afanasieff        | 4:24 |
| 8.   | Long Ago                                    | Carey, Dupri, Seal                                                                 | Carey, Dupri, Seal       | 4:33 |
| 9.   | Melt Away                                   | Carey, Babyface                                                                    | Carey                    | 3:42 |
| 10.  | Forever                                     | Carey, Afanasieff                                                                  | Carey, Afanasieff        | 4:00 |
| 11.  | Daydream Interlude（Fantasy Sweet Dub Mix） | Carey, Frantz, Weymouth, Hall, Belew, Stanley                                      | Carey, David Morales     | 3:04 |
| 12.  | Looking In                                  | Carey, Afanasieff                                                                  | Carey, Afanasieff        | 3:35 |